# Полтавская волость (Херсонский уезд)
Полтавская волость — административно-территориальная единица Херсонского уезда Херсонской губернии.
По состоянию на 1886 состояла из 6 поселений, 6 сельских общин. Население 6104 человека (3656 мужского пола и 2448 женского), 942 дворовых хозяйства.
|                        | Площадь, десятин | В том числе пахотной, дес. |
| ---------------------- | ---------------- | -------------------------- |
| Сельских общин         | 25 270           | 12 351                     |
| Казённой собственности | 2300             | 1476                       |
| Частной собственности  | 17 577           | 4870                       |
| Другой собственности   | 120              | 120                        |
| Всего                  | 45 267           | 18 817                     |

Самые большие поселения волости:
- Полтавка (Баштанка) — село при прудах в 90 верстах от уездного города, 2846 человек, 702 двора, церковь православная, земская почтовая станция, 12 лавок, 2 ярмарки в год, базар по понедельникам. За 8 вёрст — молитвенный дом, школа.
- Добрая — колония немцев и евреев при прудах, 1566 человек, 121 двор, лютеранский молитвенный дом, 2 еврейских молитвенных дома, 2 школы, баня, земская почтовая станция, 2 лавки, базар каждое воскресенье, железнодорожная станция.
- Ефингар (Булгакова) — колония немцев и евреев при реке Ингулец, 1392 человека, 131 двор, лютеранский молитвенный дом, 2 еврейских молитвенных дома, 2 школы, 2 лавки, базар каждую пятницу, дом для начальника 1-го округа.
- Ново-Георгиевка (Новогригоровка, Булгакова) — село, 300 человек, 58 дворов, лавка.